# Haplocope angusta
Haplocope angusta is een naaldkreeftjessoort uit de familie van de Colletteidae. De wetenschappelijke naam van de soort werd in 1882 voor het eerst geldig gepubliceerd door Georg Ossian Sars.